# Cantone di Portes d'Ariège
Il Cantone di Portes d'Ariège è una divisione amministrativa dell'arrondissement di Pamiers.
È stato costituito a seguito della riforma approvata con decreto del 18 febbraio 2014, che ha avuto attuazione dopo le elezioni dipartimentali del 2015.

## Composizione
Comprende i 16 comuni di:
- La Bastide-de-Lordat
- Bonnac
- Brie
- Canté
- Esplas
- Gaudiès
- Justiniac
- Labatut
- Lissac
- Mazères
- Montaut
- Saint-Quirc
- Saverdun
- Trémoulet
- Le Vernet
- Villeneuve-du-Paréage